# 타노스
타노스(Thanos 새너스[ˈθænɒs][*])는 마블 코믹스가 발간하는 만화 작품의 슈퍼 빌런이다.
첫 등장은 아이언맨#55(1973년 2월-'이슈 넘버 55'라고 읽음)이다. 작가이자 아티스트 짐 스탈린에 의해 탄생했다. 코믹스의 브론즈 에이지에 데뷔 하였다. 40년 이상 마블 작품에 등장하며 개인 시리즈도 발간되었다.
코믹스 이외에도 마블 시네마틱 유니버스의 실사 영화, TV 애니메이션, 아케이드 및 비디오 게임, 장난감, 트레이딩 카드로 등장하고 있다.
실사 영화에서는 조시 브롤린이 연기를 하였다. 2012년 《어벤져스》엔딩 크레딧이 끝난 뒤 카메오 출연하였다. 2014년 영화 《가디언즈 오브 갤럭시》에 등장했다. IGN의 역대 병신같은 빌런 100에서 1위를 차지하였다. 우주의 절반이 없어지면 식량 문제가 해결된다는 간단한 상식으로 인피니티 스톤을 모으지 않을때도 대학살을 벌였다. 그리고 인피니티 건틀렛은 우주의 힘이 담긴 각 다른 인피니티 스톤 6개의 힘을 제어할 수 있는 건틀렛이다.《어벤져스: 인피니티 워》에서 타노스가 모든 인피니티 스톤을 다 모아 손가락을 튕겨 우주의 절반을 없앴다. 2019년에 개봉한 《어벤져스: 엔드게임》에도 메인 빌런으로 나온 타노스는 처음엔 인피니티 스톤으로 세계의 반을 파괴시킨 반동 때문에 몸의 절반이 망가지고 토르에게 죽임을 당한다. 그리고 과거의 타노스와 부하들과 어벤져스들이 모두 모여서 싸움을 벌인다. 아이언맨이 핑거스냅을 해서 타노스와 부하들은 세상에서 없어진다.

## 담당 배우
- 데이미언 푸아티에 (어벤져스)
- 조시 브롤린 (가디언즈 오브 갤럭시 이후)

## 다른 매체에서의 모습

### 마블 시네마틱 유니버스
| 타노스 (Thanos) | 타노스 (Thanos) |
| --------------- | --- |
| 본명            | 타노스 (Thanos) |
| 이명            | 매드 타이탄 (Mad Titan) 우주에서 가장 강력한 존재 (The Most Powerful Being in the Universe) 어둠의 군주 (Dark Lord)                               |
| 종족            | 타이탄 |
| 출생            | 1018년 |
| 출신            | 타이탄 행성 |
| 가족관계        | 알라스 (아버지) 에로스 (남동생) 가모라 (양녀) 네뷸라 (양녀) 콜버스 글레이브 (양자) 프록시마 미드나이트 (양녀) 컬 옵시디언 (양자) 에모니 모 (양자) |
| 등장 영화       | 어벤져스 가디언즈 오브 갤럭시 어벤져스: 에이지 오브 울트론 어벤져스: 인피니티 워 어벤져스: 엔드게임                                               |
| 등장 코믹스     | 토르: 다크 월드 서곡 가디언즈 오브 갤럭시 서곡 |
| 담당 배우       | 데이미언 푸아티에 조시 브롤린 |
| 더빙판 성우     | 유해무 (대한민국) 긴가 반조 (일본) |

인피니티 스톤을 노리는 외계인이다. 전 우주를 돌아다니면서, 행성에 사는 종족을 인구의 절반만 절멸시킨다.
돌연변이로 인해 흉측한 외모를 갖고 태어났으나, 대신 뛰어난 지능과 강한 육체를 지니고 있다.